# Holme (North Lincolnshire)
Holme – wieś w Anglii, w hrabstwie ceremonialnym Lincolnshire, w dystrykcie (unitary authority) North Lincolnshire. Leży 36 km na północ od Lincoln i 229 km na północ od Londynu.